# Тайны Канзас-Сити
«Тайны Канзас-Сити» (англ. Kansas City Confidential) — нуаровый триллер режиссёра Фила Карлсона, вышедший на экраны в 1952 году.
Фильм рассказывает о неудачливом водителе цветочного магазина (Джон Пейн), который оказывается несправедливо обвинённым в ограблении банка, после чего начинает самостоятельную охоту на преступников, и в итоге добивается не только их ликвидации, но и находит свою любовь.
Фильм стал единственной работой продюсерской компании Эдварда Смолла Associated Players & Producers. Сегодня в США фильм находится в общественном доступе.

## Сюжет
В течение недели отправленный в отставку капитан полиции Канзас-Сити Тим Фостер (Престон Фостер) наблюдает за дверями банка и за расположенным по соседству с ним цветочным магазином, фиксируя время прибытия и отъезда инкассаторов, а также машины, доставляющей цветы. Убедившись, что обе машины ежедневно прибывают и отъезжают точно по расписанию, он собирает банду из трёх мелких преступников для ограбления банка, среди них игроман с крупными долгами Пит Харрис (Джек Элам), вор и дамский угодник Тони Романо (Ли Ван Клиф) и начинающий киллер Бойд Кейн (Нэвилл Брэнд). Фостер беседует с каждым из них поодиночке в снятом им гостиничном номере, скрывая своё лицо под маской и изменяя голос. Путём кулаков, запугивания и шантажа он принуждает каждого из них согласиться на участие в ограблении, обещая каждому гонорар в четверть миллиона долларов.
В назначенный день все четверо в масках, чтобы сохранить в тайне друг от друга свои личности, ожидают, когда грузовичок с цветами отъедет от магазина, а затем быстро подъезжают на его место на точно таком же грузовике. В костюмах служащих цветочного магазина они подбегают к выходящим из банка инкассаторам, бьют их сзади дубинками по голове, выхватывают мешки с деньгами, прыгают в грузовичок и быстро скрываются с места преступления. Они загоняют грузовичок в огромный трейлер и выезжают на нём за пределы города.
По дороге Фостер говорит, что если снять маски или разделить деньги сейчас, то кто-либо из грабителей обязательно засветится и в итоге подставит всех остальных. Он заявляет, что деньги он оставит у себя, и они будут разделены позднее в месте, куда он всех пригласит. Так как никто из грабителей не знает друг друга в лицо, для идентификации друг друга Фостер выдаёт каждому по половине игральной карты, а затем высаживает их из трейлера в разных местах.
Тем временем полиция останавливает грузовик цветочного магазина и задерживает его ничего не подозревающего водителя Джо Рольфа (Джон Пейн). Джо доставляют в полицейский участок, где его избивают и жестоко допрашивают, требуя сознаться в ограблении и выдать своих сообщников. Джо оказывается заслуженным ветераном войны и недоучившимся инженером, который некоторое время назад был осуждён за карточные долги, после чего был вынужден поступить на работу водителем в цветочный магазин. В конце концов полиция обнаруживает грузовик, на котором было совершено ограбление, и Джо освобождают, однако он теряет работу и становится изгоем, поскольку в местных газетах уже вышла информация о краже более миллиона долларов из банка и об участии в нём Джо.
Чтобы восстановить своё доброе имя и отомстить преступникам, Джо обращается к своему фронтовому товарищу Эдди, работающему барменом. Эдди сводит Джо со своим братом Риком, явно связанным с нелегальным бизнесом. Рик, должником которого, возможно, является Харрис, сообщает ему, что несколько дней назад Харрис сбежал в мексиканский курортный город Тихуана, что, возможно, связано с его участием в ограблении.
Джо едет в Тихуану и с помощью местного таксиста объезжает все нелегальные игральные клубы и казино в поисках Харриса. Наконец он выслеживает его за игрой в рулетку в одном из подпольных клубов. На улице заметивший слежку Харрис нападает на Джо с пистолетом, однако Джо справляется с ним и проходит в гостиничный номер Харриса. Там Джо избивает Харриса и обыскивает его вещи, находя маску и половинку игральной карты, а также телеграмму от Фостера, вызывающую его в курортный город Борадос, и билет на самолёт. Кулаками Джо выбивает из Харриса признание в том, что он участвовал в ограблении, а также о том, что он должен делать далее, чтобы получить деньги. Вместе они приезжают в аэропорт, где неожиданно появляется полиция, ведущая розыск Харриса за карточные долги. Когда Харрис пытается достать из кармана документы, полицейские стреляют в него, решив, что в кармане у него находится пистолет.
Джо решает лететь в Барадос под именем Харриса. По дороге из аэропорта на курорт он случайно оказывается в машине вместе с молодой привлекательной дочерью Фостера по имени Хелен (Колин Грэй).
На курорт уже прибыли Романо и Кейн, и они, как и Джо, пытаются вычислить среди постояльцев как своих партнёров по ограблению, так и его организатора. Тем временем Фостер под видом добродушного и общительного туриста-рыбака следит за участниками ограбления. Кроме того, он приглашает на курорт своего давнего друга, страхового следователя Скотта Эндрюса (Говард Нэгли), который ведёт дело об ограблении, сообщая ему, что Романо и Кейн могут быть связаны с ограблением. Известно, что похищенными из банка деньгами нельзя воспользоваться, так как все номера банкнот зафиксированы, однако Эндрюс подтверждает, что тому, кто поможет поймать грабителей и вернуть деньги, положено вознаграждение в размере четверти похищенного.
Тем временем Джо во время игры в покер в холле гостиницы бросает на стол свою половинку карты, надеясь таким образом привлечь к себе внимание других участников ограбления. Сразу после этого Романо забирается в бунгало Джо и обыскивает его. Однако Джо ловит его, избивает и выясняет, что он знает о других участниках ограбления и, в частности, о Кейне.
Джо сближается с Хелен, и следующее утро проводит с ней время около бассейна. Хелен рассказывает, что она учится на юриста, между ними явно возникает взаимная симпатия. Романо прерывает их разговор, вызывая Джо для срочного разговора в бунгало. Вставая из шезлонга, Джо роняет из кармана пистолет, который несколько минут спустя обнаруживает Хелен. Когда Джо заходит в бунгало, на него набрасывается Кейн и начинает его избивать. Оказывается, что они выяснили, что Джо не Харрис, так как в газетах появилось сообщение о том, что Харрис был убит в аэропорту Тихуаны. Кейн уже готов застрелить Джо, но в этот момент в бунгало заходит Хелен с пистолетом Джо. Бандиты уходят, а Хелен говорит, что чувствует, что Джо в опасности, и хотела бы помочь ему. Однако, опасаясь за её жизнь, Джо просит её не вмешиваться и держаться от него подальше.
Вечером все трое грабителей получают записку, приглашающую их на тайную встречу на катер, который стоит в порту. Записку разослал Фостер, который вместе с Эндрюсом устроил на катере засаду, рассчитывая арестовать преступников.
Перед тем, как отправиться на катер, Фостер разговаривает с Хелен, которая признаётся ему, что влюблена в Джо, и её не останавливают слова отца о том, что Джо был осуждён. Под видом того, что едет на рыбалку, Фостер предлагает подвезти на своей машине до катера Джо, Романо и Кейна. Джо оказывается первым на борту катера. Заметив деньги на одной из полок в шкафчике, он быстро запирает шкафчик, чтобы остальные не увидели, где лежат деньги. Затем входит Романо, угрожая Джо оружием. Однако Джо говорит, что только он знает, где находятся деньги, и предлагает Романо застрелить Кейна, чтобы увеличить свою долю за его счёт. Романо убивает Кейна, но затем вновь направляет пистолет на Джо.
В этот момент в дверях появляется Фостер, фактически спасая Джо. Хотя Фостер утверждает, что он полицейский, Джо догадывается, что он был организатором преступления, так как он единственный, кто знает Харриса в лицо. Джо неожиданно толкает Романо, тот стреляет в Фостера, но и сам гибнет от пули в драке с Джо. Джо приподнимает умирающего Фостера, который просит не говорить Хелен о его участии в ограблении. Появляется Эндрюс вместе с полицейскими, которым Фостер заявляет, что Джо помог ему вычислить Харриса и не имеет отношения к преступлению. Джо не возражает, чтобы таким образом спасти себя и репутацию Фостера.
Через некоторое время Эндрюс говорит Хелен, что перед смертью Фостер благословил её роман с Джо, и она обнимает возлюбленного.

## В ролях
- Джон Пейн — Джо Ролф/Питер Харрис
- Колин Грэй — Хелен Фостер
- Престон Фостер — Тим Фостер
- Нэвилл Брэнд — Бойд Кейн
- Ли Ван Клиф — Тони Романо
- Джек Элам — Пит Харрис
- Говард Нэгли — Скотт Эндрюс
- Дона Дрейк — Тереза

В титрах не указаны
- Пол Дубов — Эдди
- Хелен Клиб — миссис Крейн[3]

## Создатели фильма и исполнители главных ролей
Продюсер Эдвард Смолл более всего был известен своими работами в приключенческом жанре. Вместе с тем он продюсировал и некоторые фильмы нуар, среди них «Идти преступным путём» (1948), «Секреты Нью-Йорка» (1955) и «Нагая улица» (1955), а также работал в продюсерской команде таких значимых фильмов жанра, как «Грязная сделка» (1948) и «Свидетель обвинения» (1957). Кроме того, Смолл в разном качестве участвовал в продюсировании трёх нуаров Карлсона — «Скандальная хроника» (1952), «Тайны Канзас-Сити» (1952) и «Ривер-стрит, 99» (1953).
Для Смолла, Карлсона и актёра Джона Пейна фильм «Тайны Канзас-Сити» (1952) стал одним из лучших в их карьерах. Они также совместно работали над ещё одним сильным фильмом нуар «Ривер-стрит, 99» (1953), а Карлсон и Пейн — также над цветным приключенческим нуаром «Адский остров» (1955). Среди других заметных работ Карлсона, который считается одним из ведущих режиссёров жанра фильм нуар категории В, также фильмы «Скандальная хроника» (1952), «Узкое место» (1955) и «История в Феникс-сити» (1955). Актёр Джон Пейн в начале 1940-х годов стал звездой благодаря мюзиклам, таким как «Серенада Солнечной долины» (1941), драме «Остриё бритвы» (1946), а также рождественской сказке «Чудо на 34-й улице» (1947). Затем Пейн удачно сыграл в нескольких фильмах нуар, к которым помимо фильмов Карлсона относятся также «Кража» (1948), «Преступный путь» (1949) и «Оттенок алого» (1956). Колин Грэй сыграла свои лучшие роли в таких значимых фильмах нуар, как «Поцелуй смерти» (1947), «Аллея кошмаров» (1947), «Спящий город» (1950) и «Убийство» (1956). Во время съёмок фильма «Тайны Канзас-Сити» (1952) у Грэй начался роман с Пейном, вскоре они снова сыграли вместе в вестерне «Побеждённый» (1953).

## Оценка критики
Сразу после выхода фильма кинокритик Босли Краузер дал фильму весьма нелицеприятный отзыв, написав: «Необычно большое число ударов по лицу, в живот и в пах, этих стандартных демонстраций враждебной злобы бандитов и преступников на экране, является единственной отличительной особенностью этого криминального фильма Эдварда Смолла… Практика жестокости в этом бессмысленном криминальном фильме не ограничивается только преступными и тёмными личностями, которые почти исключительно наполняют этот фильм… основную часть насилия осуществляет герой, бывший осуждённый, который пытается очистить своё имя,… что ни в коей мере не оправдывает его безобразных действий». По словам Кроутера, фильм «не даёт ничего, кроме упражнений в порочности, выполненных не слишком ловко, которые нацелены исключительно на возбуждение любопытства и жестокости». Характеризуя работу создателей фильма, Краузер пишет, что «сценарий Джорджа Брюса и Гарри Эссекса — это лишённая логики криминальная басня, режиссёрская работа Фила Карлсона монотонна и однообразна, а главная роль сыграна Джоном Пейном скучно и прямолинейно…»
Сегодня фильм оценивается в основном положительно, хотя отмечается, что он и не лишён недостатков. Критики особенно подчёркивают присущий картине высокий темп повествования, саспенс, экшн и демонстрацию жестокости, не свойственную фильмам того времени. Так, журнал Variety назвал фильм «быстрым, полным саспенса выходом на рынок экшна». Критик Деннис Шварц сказал, что это «насыщенный экшном фильм нуар с вспышками демонстративной жестокости, хотя саму историю вряд ли можно назвать правдоподобной». Отметив, что «фильм выполнен в полудокументальом стиле», Шварц пишет: «В полном соответствии с традициями жанра нуар, два озлобленных героя меняются местами и везением, при этом практически не видно разницы между нечистым на руку копом и бывшим уголовником». Роджер Фристоу также отметил, что постановочная Карлсона в «полудокументальном стиле придала дополнительное ощущение реализма и непосредственности картине». Натан Сазерн указал на то, что «хотя фильм произведён в рамках норм, установленных кодексом Хейса, он был одним из самых грубых и жестоких в своё время; в этом качестве он сохраняет историческое значение и даже претендует на культовый статус». Крейг Батлер отметил, что хотя «корни категории В видны в изобилии в этом фильме, но это не мешает ему стать впечатляющим путешествием в мир фильма нуар». Проводя параллели между режиссёром и главным героем картины, Батлер пишет: «Как герой фильма, так и Карлсон полностью преданы достижению своей цели, даже когда они на 100 процентов не уверены, в чём она заключается… Как и его главный герой, бедный бывший заключённый, которому приходится действовать исключительно с помощью своих мозгов и кулаков, также точно и режиссёр вынужден опираться на свои ограниченные ресурсы,… но каким-то странным образом, дешевизна фильма только усиливает степень его воздействия». Батлер подытоживает своё мнение словами: «Недостатки фильма не позволяют ему стать классикой, но всё же он доставляет большое удовольствие».
Критикуя фильм за аморальность, Краузер написал, что тот факт, что герою достаётся вознаграждение, показывает зрителю, что успеха можно добыть нечестными и преступными средствами. Кроме того, он пишет, что фильм содержит «очевидный и отвратительный намёк на то, что полиция Канзас-Сити не только груба и жестока с подозреваемыми, но и применяет безнравственные методы допроса с пристрастием». Роджер Фристоу, однако, отмечает, что тема полицейской жестокости «через некоторое время станет чрезвычайно распространённой в кино». Фристоу приводит слова самого Карлсона о том, что его жестокие картины значительно опередили своё время, и впоследствии «копировались и снова копировались много раз». Однако вклад самого Карлсона оценён не был, «так как он никогда не был известной публичной фигурой».
Касаясь сценария, Батлер обратил внимание на слабость и непродуманность самой истории: «Сценарий начинается с великолепного хитроумного ограбления, которое приводит всё в движение, но слишком быстро правдоподобность происходящего начинает теряться. Следуют многочисленные сюжетные повороты и запутывание следов, и кажется, что авторы сценария просто не знают, что делать дальше».
Критики в основном положительно характеризовали режиссёрскую работу Карлсона, отметив его способность управлять актёрами, поддерживать высокий темп повествования, а также умение формировать атмосферу с помощью изобретательного визуального ряда, включающего необычные ракурсы и сверхкрупные планы. Фристоу приводит слова критика Леонарда Молтина, написавшего: «Когда смотришь фильмы „Тайны Канзас-Сити“, „Скандальная хроника“ (оба — 1952) и особенно головокружительную „Историю в Феникс-сити“ (1955), создаётся ощущение, что Карлсон мог бы стать ведущим мастером нуара». Но, заключает Фристоу, «к сожалению, Карлсон так и не поднялся до фильмов категории А. Его самым большим коммерческим успехом стал фильм „Широко шагая“ 1973 года». Variety пишет: «За исключением развязки, режиссёр Фил Карлсон управляет своими актёрами в жестокой беспощадной атмосфере, развивая скорость по ходу повествования». Батлер обращает внимание на умение Карлсона грамотно выстроить кадр, чтобы «подчеркнуть противостояние и вдохнуть в сцену порой недостающий ей смысл… Даже если часть сюжета выглядит немного натянутой, то Карлсона это не пугает; он просто использует один из своих фирменных сверхкрупных планов, чтобы наполнить сцену нужным ему содержанием».
Актёрская работа Пейна вызвала противоречивые отклики: Краузер посчитал её откровенно неудачной, по мнению Батлера его игра вызывает вопросы, «так как он тяготеет к безликости; но его работа крепкая, а тот факт, что у него нет устоявшегося экранного образа заставляет нас гадать, каковы его намерения и добьётся ли он своих целей». С другой стороны, Variety положительно охарактеризовал работу Пейна, написав, что он «создаёт впечатляющий портрет безжалостного аутсайдера, который раскалывает банду».
Батлер высоко оценил игру других актёров, написав: «Карлсону помогают его актёры, где Престон Фостер и Ли Ван Клиф великолепны в ролях плохих парней, а восхитительная Колин Грэй ужасно привлекательна работа в качестве хорошей девушки». По мнению же негативного настроенного Кроутера, «Нэвилл Брэнд, Джек Элам и Престон Фостер не сияют в своих ролях, а смотрятся как тусклые представители мира жестокости, которая наполняет и разъедает этот жалкий фильм». С другой стороны, Фристоу отмечает, что "Джек Элам, Нэвилл Брэнд и Ли Ван Клиф, которые играют трёх преступников,… вскоре стали известны своими ролями бандитов в кино и на телевидении. В частности, взлёт в карьере Ли Ван Клифа наступил в середине 1960-х годов, когда он снялся в нескольких спагетти-вестернах с Клинтом Иствудом, среди них «За пригоршню долларов» (1965) и «Хороший, плохой, злой» (1966).